# Caconemobius sazanami
Caconemobius sazanami är en insektsart som först beskrevs av Furukawa 1970.  Caconemobius sazanami ingår i släktet Caconemobius och familjen syrsor. Inga underarter finns listade i Catalogue of Life.